# 夏笳
夏 笳（シア・ジア、か か、1984年 - ）は、中華人民共和国のSF作家・映画作家・大学教員。陝西省西安市出身。本名は王瑶。
2002年、北京大学物理学院に入学。大気科学を専攻した。2006年、中国伝媒大学の映画研究プログラムに参加した。修士論文は「SF映画における女性像の研究」。2014年、論文「グローバリゼーションの時代の不安と希望:現代中国SFとその文化的ポリティックス(1991-2012)」で北京大学の比較文学と世界文学の博士号を取得した。現任は西安交通大学人文社会科学学院中文系講師。
学生時代から『科幻世界』や『九州幻想』などの雑誌にSF作品を寄稿し、2004年に「瓶詰めの妖精」で銀河賞を受賞した。自身の作風を「おかゆSF」と称する。

## 主な作品
- 「百鬼夜行街」（中原尚哉訳、『折りたたみ北京』所収）
- 「童童の夏」（中原尚哉訳、『折りたたみ北京』所収）
- 「龍馬夜行」（中原尚哉訳、『折りたたみ北京』所収）
- 「カルメン」（原題「卡门」、林久之訳、『SFマガジン』2007年6月号）
- 「瓶詰めの妖精」（原題「关妖精的瓶子」、立原透耶訳、天宮雁翻訳協力、『SFファンジン』2016年復刊6号）
- 「おやすみなさい、メランコリー」（中原尚哉訳、『月の光　現代中国SFアンソロジー』所収）
- 「ヒートアイランド」（吉田智美訳、『中国SF作品集』所収）
- 「永夏の夢」（原題「永夏之梦」、立原透耶訳、『中国史SF短篇集　移動迷宮』所収）
- 「独り旅」（原題「獨自旅行」、立原透耶訳、『中国女性SF作家アンソロジー　走る赤』所収）